# Los Vaqueros Tour
El Los Vaqueros Tour es la segunda gira de conciertos del dúo de reguetón Wisin & Yandel para promocionar su álbum Los Vaqueros. La gira consistió en una serie de conciertos y festivales en América Latina e incluyó el concierto titulado "La trilogía del género" con la superestrella del reguetón Don Omar y tuvo la mayor asistencia a un concierto de reguetón en ese momento con alrededor de 80 000 fanáticos.

## Fechas de la gira
| Fecha                    | Ciudad            | País                 | Lugar                                     |
| ------------------------ | ----------------- | -------------------- | ----------------------------------------- |
| 2 de marzo de 2007       | Bogotá            | Colombia             | Parque metropolitano Simón Bolívar        |
| 3 de marzo de 2007       | Cali              | Colombia             | Arena Cañaveralejo                        |
| 16 de marzo de 2007      | San Juan          | Puerto Rico          | Coliseo de Puerto Rico                    |
| 17 de marzo de 2007      | San Juan          | Puerto Rico          | Coliseo de Puerto Rico                    |
| 18 de marzo de 2007      | San Juan          | Puerto Rico          | Coliseo de Puerto Rico                    |
| 30 de marzo de 2007      | Trujillo          | Perú                 | Estadio Mansiche                          |
| 31 de marzo de 2007      | Lima              | Perú                 | Jockey Club del Peru                      |
| 1 de abril de 2007       | Santiago de Chile | Chile                | Estadio Nacional de Chile                 |
| 6 de abril de 2007       | Higuerote         | Venezuela            | Aeropuerto de Higuerote                   |
| 7 de abril de 2007       | Porlamar          | Venezuela            | TBA                                       |
| 20 de abril de 2007      | San José          | Estados Unidos       | Union Event Center                        |
| 21 de abril de 2007      | Los Ángeles       | Estados Unidos       | Honda Center                              |
| 11 de mayo de 2007       | Fairfax           | Estados Unidos       | Patriot Center                            |
| 17 de mayo de 2007       | Atlantic City     | Estados Unidos       | Trump Taj Mahal                           |
| 19 de mayo de 2007       | Chicago           | Estados Unidos       | UIC Pavilion                              |
| 15 de junio de 2007      | San Cristobal     | Venezuela            | Plaza Monumental de Toros de Pueblo Nuevo |
| 16 de junio de 2007      | Mérida            | Venezuela            | Club Italo                                |
| 24 de junio de 2007      | Miami             | Estados Unidos       | American Airlines Arena                   |
| 29 de junio de 2007      | Manizales         | Colombia             | Estadio Palogrande                        |
| 30 de junio de 2007      | Tulua             | Colombia             | Estadio Doce de Octubre                   |
| 1 de julio de 2007       | Santo Domingo     | República Dominicana | Estadio Olímpico Félix Sánchez            |
| 20 de julio de 2007      | Puerto Ordaz      | Venezuela            | Club Italo Venezolano                     |
| 21 de julio de 2007      | Maracaibo         | Venezuela            | Estadio Luis Aparicio El Grande           |
| 22 de julio de 2007      | Caracas           | Venezuela            | Poliedro de Caracas                       |
| 23 de agosto de 2007     | Mayaguez          | Puerto Rico          | Palacio de Recreación y Deportes          |
| 15 de septiembre de 2007 | San Juan          | Puerto Rico          | Estadio Hiram Bithorn                     |
| 12 de octubre de 2007    | Santo Domingo     | República Dominicana | Aeropuerto Internacional de Herrera       |
| 13 de octubre de 2007    | Barinas           | Venezuela            | Parque Ferial                             |